# Ságvár
Ságvár is een plaats (község) en gemeente in het Hongaarse comitaat Somogy. Ságvár telt 1790 inwoners (2001).